# Кин (Тексас)
Кин (енгл. Keene) град је у америчкој савезној држави Тексас. По попису становништва из 2010. у њему је живело 6.106 становника.

## Демографија
Према попису становништва из 2010. у граду је живело 6.106 становника, што је 1.103 (22,0%) становника више него 2000. године.
| Група             | 2000.         | 2010.         |
| Белци             | 2.983 (59,6%) | 3.284 (53,8%) |
| Афроамериканци    | 353 (7,1%)    | 375 (6,1%)    |
| Азијати           | 122 (2,4%)    | 153 (2,5%)    |
| Хиспаноамериканци | 1.293 (25,8%) | 1.849 (30,3%) |
| Укупно            | 5.003         | 6.106         |